# Talassociclo
O talassociclo é o biociclo marinho, ou seja, o conjunto dos ecossistemas marinhos. O talassociclo é estudado pela biologia marinha.
O talassociclo ocupa quase três quartos da superfície terrestre e tem uma profundidade média de quase quatro quilómetros, podendo considerar-se o maior dos três biociclos da biosfera. Caracteriza-se por ser composto de ecossistemas aquáticos mas, ao contrário do limnociclo, a água do mar é salgada, ou seja, possui sais dissolvidos numa quantidade (em média, cerca de 3,5 %) que faz com que os seres vivos que aí existem devem estar adaptados a este fator abiótico. Os seres vivos que vivem em água salgada são representados pelo plâncton, nécton e benton.

## Fatores abióticos fundamentais no talassociclo
Perto da costa, principalmente nos estuários, a água do mar sofre a influência das marés e dos efluentes provenientes do epinociclo, ou seja, do meio terrestre. À superfície, os oceanos sofrem ainda a influência dos fatores atmosféricos, principalmente o calor do Sol e os ventos, que promovem a deslocação das massas de água. No entanto, à medida que aumenta a profundidade, são a falta de iluminação (por a luz solar ser absorvida pelas partículas em suspensão e substâncias dissolvidas, para além da refração), da diminuição do oxigénio dissolvido (por haver menos ou nenhuma fotossíntese), e a pressão, que aumenta em uma atmosfera por cada dez metros de profundidade, os principais fatores que determinam quais os seres vivos que aí podem existir.

## Divisões do meio marinho
Do ponto de vista físico, o meio marinho divide-se principalmente por zonas de profundidade (ou de distância da costa), considerando-se geralmente dois tipos de divisão:
- Por distância à costa:
  - Província nerítica, próxima da costa, abrangendo a plataforma continental; nesta zona, muitas vezes distingue-se a zona litoral, que sofre a influência das marés, e os estuários, onde a água do mar se encontra sempre misturada com água doce dos rios; e
  - Província oceânica, correspondente às águas que não sofrem influência dos continentes (do ponto de vista legal correspondente, em geral, ao alto-mar); e
- Zonas por profundidade[4]:
  - Plataforma continental, a região geralmente com pouco declive que corresponde à continuação dos continentes, em média estendendo-se até uma profundidade de 200 m;
  - Talude continental, a região de declive acentuado que corresponde ao término dos continentes, ou seja, onde termina a crusta continental e começa a oceânica, em média próximo dos 2000 m de profundidade;
  - Zona abissal, correspondente à planícies abissais, uma região de declive suave, que se estende até cerca dos 6000 m de profundidade; e
  - Zona hadal, nas fossas oceânicas, a mais profunda das quais, a Fossa das Marianas, a leste das Filipinas, tem uma produndidade máxima de cerca de 11 000 m.

Do ponto de vista biológico, as grandes divisões adotadas são geralmente as seguintes:
- Domínio pelágico, as águas livres da influência dos fundos oceânicos, onde vive o plâncton e seus predadores, e
- Domínio bêntico, o conjunto dos biomas assentes no substrato; estes grandes domínios, por sua vez, são subdivididos segundo as zonas de profundidade indicadas acima. Alguns autores consideram estas subdivisões os biócoros do meio marinho[5].

Outro fator que condiciona os biomas existentes nestes domínios é a penetração da luz solar que, mesmo em águas oceânicas, raramente atinge os 100 m de profundidade. Neste caso, a subdivisão utilizada é a seguinte:
- Zona eufótica, a camada de água iluminada; e
- Zona afótica, as águas a profundidades onde a luz solar não penetra, não podendo, portanto, aí realizar-se a fotossíntese.